# 本高砂屋
株式会社本髙砂屋（ほんたかさごや）は、兵庫県神戸市に本店を構える和菓子・洋菓子の製造及び販売を行う株式会社。高砂きんつばやエコルセなどの製造販売で知られる。

## 概要
1877年（明治10年）、創業者の杉田太吉が神戸市中央区元町三丁目で『紅花堂』の屋号により「瓦せんべい」の製造・販売を始める。  1884年（明治17年）には屋号を『高砂屋』に改めた。1897年（明治30年）、従来の「江戸きんつば」に改良を加え、「髙砂きんつば」として売り出した。1945年には現在の『本髙砂屋』の屋号になった。株式会社が設立されたのは1953年11月である。
1921年に「野球」を商標登録して野球カステラを販売していたことが記録に残っており、2020年には神戸市の特定非営利活動法人の企画により、約50年ぶりに限定で野球カステラを製造した。